# Johannes Mulberg
 (février 2020).
Johannes Mulberg (né vers 1350 dans le Petit-Bâle (de), mort le 4 ou 5 décembre 1414 au couvent des Franciscains d'Überlingen en Allemagne) est un moine dominicain suisse.

## Biographie
Johannes Mulberg est le fils d'un cordonnier. Ses sœurs sont Katharina, Adelheid et Elß. Jusqu'à 20 ans, il pratique l'artisanat de son père comme cordonnier.
Vers 1370, il entre dans l'ordre dominicain et est formé à Bâle et à Prague. À Prague, il acquiert le titre de bachelier en 1381. Il joue un rôle clé dans l'introduction de la réforme religieuse dans un certain nombre de monastères dominicains du sud de l'Allemagne.
En 1389, il est l'un des trente frères sous la direction de Conrad de Prusse (mort en 1426) présents au couvent de Colmar pour réaliser l'observance dans le premier couvent des frères ; en 1390, il est nommé référent dans la maison d'études à Colmar et a ainsi une influence directe sur l'éducation des frères. À cette époque, l'ordre est temporairement déchiré en trois « observances » par le grand schisme d'Occident et, en 1390, Raymond de Capoue, maître de l'ordre, de l'observance d'Urbain VI, lance un mouvement de réforme.
À une date inconnue, Johannes Mulberg devient prieur du couvent dominicain de Wurtzbourg, mais en 1395, il est chassé de ses fonctions par le parti anti-réforme. Il devient prieur au couvent dominicain de Nuremberg. En juillet 1397, il cède la fonction à Conrad de Prusse, car il est nommé vicaire du supérieur général du couvent de Nuremberg, qui doit introduire les réformes.
En 1399, il apparaît comme successeur de Johannes von Witten comme prieur du couvent dominicain de Colmar et en 1400 au couvent dominicain de Bâle. À Bâle, avec Heinrich von Rheinfelden, il a ouvert sa campagne et une inquisition épiscopale contre les béguines locale, qu'ils accusent d'avoir agressé illégalement le statut spirituel de laïcs et de se nourrir de mendicité plutôt que de travail. Sa campagne s'est étendue aux diocèses voisins de Constance, Spire, Lausanne et Strasbourg. Malgré la violente contradiction avec l'ordre franciscain, il parvient à fermer la maison du béguinage de Bâle en 1405. Cela conduit les franciscains à faire appel au pape Innocent VII, qui demande à Johannes Mulberg de comparaître devant la cour papale de Rome à l'automne 1405. En 1409, il accompagne le cardinal Giovanni Dominici au concile de Pise, qui ne résout pas le schisme.
À son retour en 1411, il reçoit du pape Grégoire XII le mandat d'agir comme prédicateur pour l'élimination du schisme. À Bâle, il prêche des sermons contre les vices du peuple, ce qui incite le conseil à édicter des règles morales strictes. Il prêche aussi contre les faiblesses morales du clergé et offre des tribunaux pénaux prophétiquement stricts. Ce zèle pour la réforme contribue probablement au fait que l'antipape Jean XXIII le traduit en justice en raison de son obéissance au pape Grégoire XII comme hérétique et schismate, puis le chasse de la ville.
Johannes Mulberg meurt en 1414 au couvent franciscain d'Überlingen sur le chemin du concile de Constance. Comme le monastère ne fait pas partie de l'observance de Grégoire XII, le cardinal Dominici organise le transfert du corps à l'abbaye de Maulbronn. Son épitaphe est conservée dans l'allée nord de l'église abbatiale.